# Nadleśnictwo Ciechanów
Nadleśnictwo Ciechanów – jednostka organizacyjna Lasów Państwowych podległa Regionalnej Dyrekcji Lasów Państwowych w Olsztynie. Siedziba nadleśnictwa znajduje się w Ciechanowie, w powiecie ciechanowskim, w województwie mazowieckim.
Nadleśnictwo obejmuje większość powiatu ciechanowskiego oraz część powiatów mławskiego, płońskiego i przasnyskiego. Lasy państwowe na terenie nadleśnictwa stanowią w większości niewielkie enklawy.

## Historia
Przed II wojną światową tutejsze lasy stanowiły w większości własność ok. 70 majątków ziemskich.
Nadleśnictwo Ciechanów powstało w 1945 i objęło znacjonalizowane przez komunistów lasy prywatne. Największa ich cześć (39%) była dotychczas własnością byłej Ordynacji Opinogórskiej Krasińskich.
Nadleśnictwo poszerzało swoją powierzchnie w 1978, poprzez przyłączanie do niego części lasów z likwidowanego nadleśnictwa Sierpc oraz w 1990, gdy włączono do niego uroczysko Krasne z nadleśnictwa Przasnysz.

## Ochrona przyrody
Na terenie nadleśnictwa znajdują się dwa rezerwaty przyrody:
- Lekowo
- Modła.

## Drzewostany
Typy siedliskowe lasów nadleśnictwa (z ich udziałem procentowym):
- bór mieszany świeży 29,98%
- las mieszany świeży 22,43%
- bór świeży 14,16%
- las wilgotny 9,69%
- las świeży 8,87%
- las mieszany wilgotny 5,08%
- ols 4,64%
- ols jesionowy 2,34%
- bór mieszany wilgotny 2,27%
- bór suchy 0,35%
- las łęgowy 0,10%
- las mieszany bagienny 0,04%
- bór wilgotny 0,03%
- bór mieszany bagienny 0,02%

Gatunki lasotwórcze lasów nadleśnictwa (z ich procentowym udziałem powierzchniowym):
- sosna 71,89%
- olcha 10,12%
- dąb 8,61%
- brzoza 6,73%
- pozostałe 2,65%[a]